# 薄姬
薄姬（前3世纪？—前155年6月9日），本名不詳，中國西漢時代皇族女性，為漢高祖劉邦的妾侍，漢文帝的生母。薄姬在漢文帝時被奉為皇太后，漢景帝時尊其為太皇太后。薄太后亦是中國史上第一位被記入正史的太皇太后。死後被追尊為高皇后。

## 生平
薄姬的父親為会稽郡吴县（今江苏省苏州市）人，秦朝的時候與魏王宗室女魏媼私通，生下薄姬。而薄姬之父後來死在山陰。及陳勝、吳廣發動大澤之變，立魏王咎為王，魏王咎死後，魏王豹繼位，而魏媼將其女薄姬送入魏宮為妾。知名的女性占卜師許負為薄姬看面相時，認定她必生天子。當時，項羽剛剛與漢王刘邦相距滎陽，天下未有所定。魏豹初與漢擊楚，及聞許負之言，心喜，因而背棄漢中立，與楚連和。漢使曹參等虜魏王豹，以其國爲郡，而薄姬被送到織室。魏豹死後，漢王入織室，見到薄姬，招納她進入後宮，但是一年多仍沒有寵幸。
當初薄姬年少時於魏王宮中，管夫人、趙子兒交好，約定說：“我們三人之中誰先富貴起來，可別忘記大家啊！”後來管夫人、趙子兒先後受到漢王寵幸。漢王四年，到河南成臯靈台，兩個美人侍候劉邦時，相見笑說與薄姬初時的約定。漢王問起當中因由，兩人俱以事實相告。漢王心淒然而憐惜薄姬，當日即召她，意欲寵幸。薄姬回答說：“昨晚夢到蒼龍盤踞在臣妾的腹部。”漢王說：“這是顯貴的徵兆啊，我就為你成全它吧。”遂於當晚寵幸薄姬，之後即有身孕。前202年中生下劉恆。劉恆八歲時獲封爲代王。

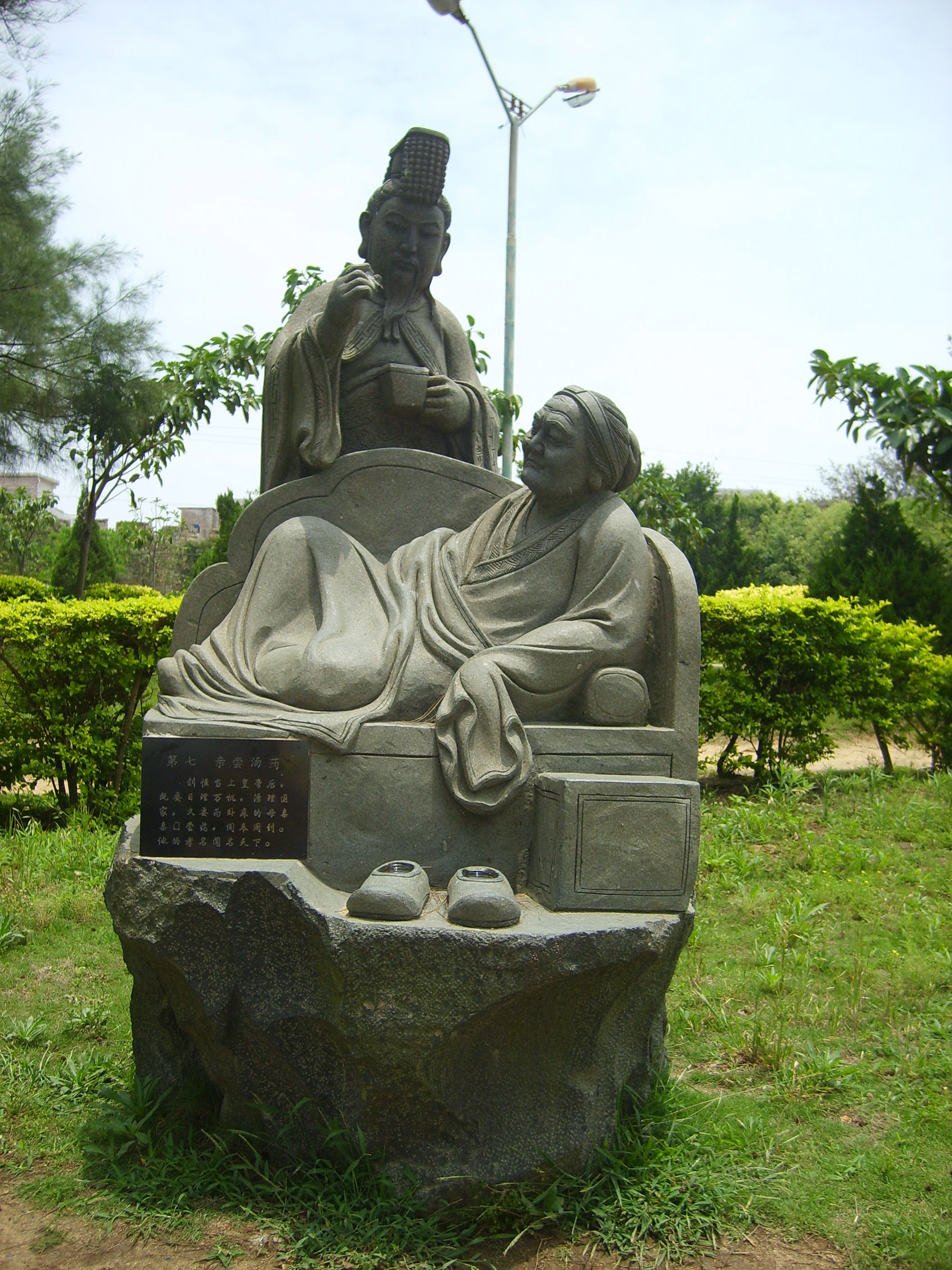
亲尝汤药

自有子後，高祖鮮有和薄姬相見。高祖駕崩後，各位受寵的妾皆為戚夫人的從屬，引起呂后的怒意，一律幽禁她們不得出宮。因為薄姬少見高祖，地位也不高，所以准許她出宮，從其子到代國就藩，是爲代國太后。其弟薄昭亦准予相從。
代王立十七年，呂后駕崩。大臣議立後，認為外家呂氏不善，皆稱薄氏仁善，故迎立代王劉恆爲皇帝，尊薄氏爲皇太后，封薄昭爲軹侯。薄太后之母魏媼早逝，葬櫟陽北，父親也早已亡故，於是追尊太后父爲靈文侯，會稽郡致園邑三百家，長丞以下使奉守寢廟，上食祠如法；追尊魏媼為靈文夫人，並於櫟陽置靈文夫人墓園，命令一如靈文侯的墓園。薄氏封侯者僅薄昭一人。其間，薄太后把娘家的一位女性薄氏許配給皇太子劉啟為太子妃。漢文帝死後，皇太子劉啟即位，為漢景帝，尊生母竇皇后為皇太后、祖母薄太后為太皇太后。景帝年间，薄太皇太后没有积极的干政行为。薄太皇太后之前，只有吕后一人在生前成为皇祖母，但吕后的尊位只到皇太后為止，故薄太皇太后是中国历史上第一位太皇太后。

## 逝世
漢景帝前元二年（前155年）夏四月壬午，薄太皇太后駕崩，用呂后無法合葬於漢高祖長陵的典故，改安葬於其子漢文帝的霸陵南方，稱南陵，或稱薄陵。西漢末年，王莽代漢建新朝。不久，漢高祖九世孫汉光武帝劉秀光复汉室，建立東漢，並於中元元年（56年）十月甲申追尊漢文帝生母薄姬為高皇后，配食地祇，並遷吕雉的神主於園，四时上祭。晉愍帝建兴三年（公元315年）六月，薄太后陵墓被盜，盜墓賊發現薄太后面目如生，並掠得大量墓中寶物。
2016年9月，薄太后陵陪葬坑被盗墓团伙盗掘。2019年9月，薄太后陵因保护工作失职再次被盗。2021年，考古人員在薄太后南陵封土西侧的3座外藏坑中發現了上百件带有异域装饰风格的金、银饰品。

## 影视作品
- 《真命天子》，夏萍 饰 薄姬
- 《楚汉骄雄》，汤盈盈 饰 薄姬
- 《大风歌》，陈炜 饰 薄姬
- 《美人心计》，白珊饰 薄太后
- 《楚漢傳奇》，徐扬 饰 薄姬

## 延伸阅读
[在维基数据编辑]
 《史記/卷049》，出自司馬遷《史記》
 《漢書·卷097上》，出自班固《漢書》
 《漢書/卷097下》，出自班固《漢書》
 在维基共享资源阅览影像